# فلسطين في دورة الألعاب العربية 2023
شاركت فلسطين في النسخة الخامسة عشرة (15) من دورة الألعاب العربية التي احتضنتها الجزائر في الفترة من 5 إلى 15 يوليو 2023، وقد شاركت فلسطين ب 12 لعبة هي: كرة القدم، والسلة، والطاولة، والمصارعة، والكاراتيه، والجودو، الألعاب البارالمبية (كرة سلة، ألعاب قوى)، الشطرنج، رفع الأثقال، السباحة، ألعاب القوى، الملاكمة. وقد برزت فلسطين خلال هذه الدورة بشكل لافت للنظر، حيث أنها حققت (16) ميدالية، منها (4) ميداليات ذهبية. وقد احتلت فلسطين المركز الثالث عشر في جدول الميداليات من بين (17) دولة عربية شاركت في هذه الدورة التي احتلت الجزائر فيها المركز الأول بـ(253) ميدالية.

## الميداليات
حصلت فلسطين خلال مشاركتها في دورة الألعاب العربية بالجزائر 2023 على 16 ميدالية موزعة علي النحو التالي: 4 ميداليات ذهبية كلها في رياضة السباحة، و 4 ميداليات فضية ثلاثة منها في رياضة السباحة، وواحدة في رياضة الكاراتيه، وبقية الميداليات وعددها 8 ميداليات برونزية موزعة ما بين السباحة والملاكمة والكرة الحديدية.
| الميدالية | الاسم                           | الرياضة        | الحدث                  | التاريخ  |
| --------- | ------------------------------- | -------------- | ---------------------- | -------- |
| ذهبية     | فاليري ترزي                     | السباحة        | 50م صدر سيدات          | 5 يوليو  |
| ذهبية     | يزن البواب                      | السباحة        | 100م ظهر رجال          | 5 يوليو  |
| ذهبية     | فاليري ترزي                     | السباحة        | 100م ظهر سيدات         | 5 يوليو  |
| فضية      | فاليري ترزي                     | السباحة        | 50م فراشة سيدات        | 7 يوليو  |
| ذهبية     | يزن البواب                      | السباحة        | 50 م ظهر رجال          | 7 يوليو  |
| فضية      | فاليري ترزي                     | السباحة        | 100م صدر سيدات         | 7 يوليو  |
| برونزية   | فاليري ترزي                     | السباحة        | 50 م ظهر سيدات         | 8 يوليو  |
| برونزية   | جنين زينب هيك                   | الملاكمة       | 60كجم سيدات            | 9 يوليو  |
| برونزية   | وسيم أبو سل                     | الملاكمة       | 57كجم رجال             | 9 يوليو  |
| برونزية   | مروة الفرا شهد الخطيب روان صافي | الكرة الحديدية | ثلاثي نسائي- بيتنكيك   | 9 يوليو  |
| برونزية   | زهور الخطيب حاتم النجار         | الكرة الحديدية | ثنائي مختلط - رافا     | 10 يوليو |
| برونزية   | نسرين الخطيب زهور بشير          | الكرة الحديدية | ثنائي نسائي -راقا      | 10 يوليو |
| برونزية   | روان صافي                       | الكرة الحديدية | الكرة الحديدية - سيدات | 10 يوليو |
| فضية      | فاليري ترزي                     | السباحة        | 200م صدر سيدات         | 10 يوليو |
| برونزية   | عبد الله عساف                   | مصارعة         | 61 كجم                 | 11 يوليو |
| فضية      | هالة القاضي                     | الكاراتية      | 68كجم كوميته سيدات     | 14 يوليو |